# Lypsimena nodipennis
Lypsimena nodipennis là một loài bọ cánh cứng trong họ Cerambycidae.